# Meridiano celeste

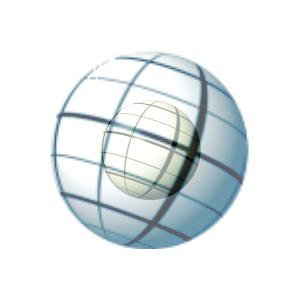
Le linee che congiungono i poli della sfera maggiore sono i meridiani celesti

Un meridiano celeste è un cerchio massimo sulla sfera celeste passante per il polo Nord celeste e il polo Sud celeste.
Il meridiano celeste fondamentale è il cerchio massimo passante per i poli della sfera celeste e per il Primo Punto d'Ariete.
Il meridiano terrestre è il cerchio che passa per i due poli e per un dato luogo della Terra dove si trova l'osservatore; se noi lo proiettiamo sulla volta celeste avremo il meridiano celeste.
Fra i tanti meridiani celesti quello che ha una certa importanza ed utilità è quello che va dal punto Nord al punto Sud dell'orizzonte passando dal polo celeste e dallo Zenit, e prende il nome di meridiano locale; il Sole lo attraverserà a mezzogiorno proprio quando massima sarà la sua altezza sopra l'orizzonte.

Un modo semplice per trovare il meridiano locale è quello di utilizzare una bussola, oppure utilizzare un orologio a lancette: noi rivolgeremo la lancetta delle ore verso il Sole, e divideremo a metà l'angolo che essa formerà con le ore 12, questa bisettrice indicherà la posizione del meridiano locale.

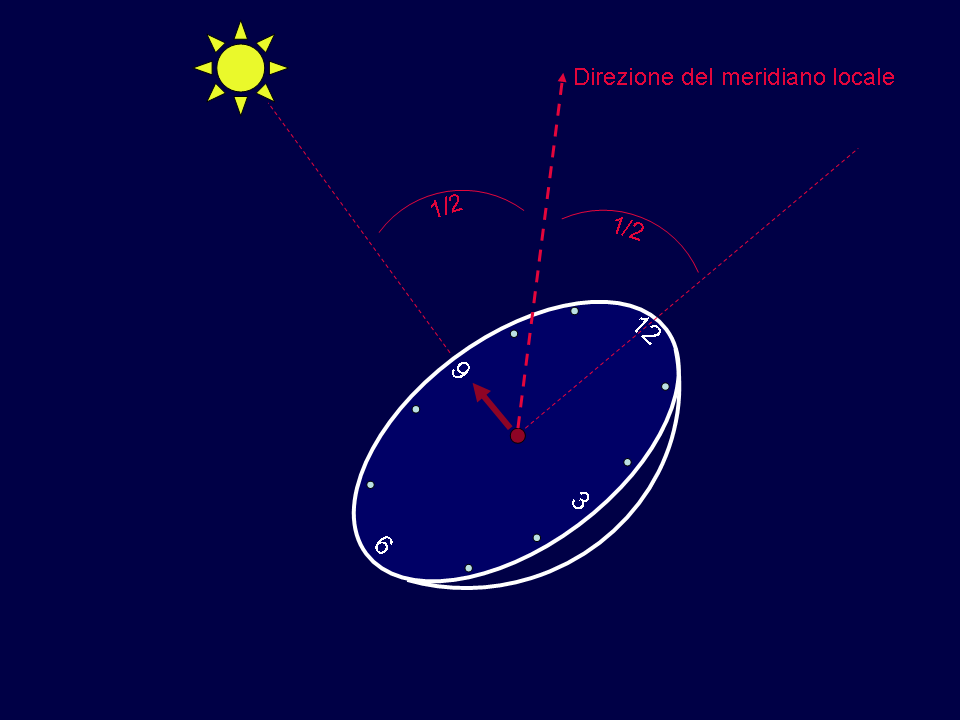
Metodo di utilizzazione dell'orologio per trovare il meridiano locale

Il momento in cui il Sole e le stelle attraversano il meridiano locale si dice che culminano, raggiungendo la massima altezza sopra l'orizzonte.
Se noi dividiamo l'equatore in 24 parti (le ore), come un immaginario quadrante di un orologio, e partiamo da un punto ben definito, cioè l'equinozio di primavera, o Primo Punto d'Ariete e, procedendo da Ovest verso Est congiungiamo i punti delle ore con i poli Nord e Sud otterremo tanti spicchi orari; queste circonferenze simili ai meridiani terrestri e celesti prendono il nome di circoli orari.
Noi possiamo immaginare un meridiano celeste come il bordo di un ventaglio, il quale passando per il meridiano locale si staglia verso il cielo ed indica sull'equatore il tempo siderale.

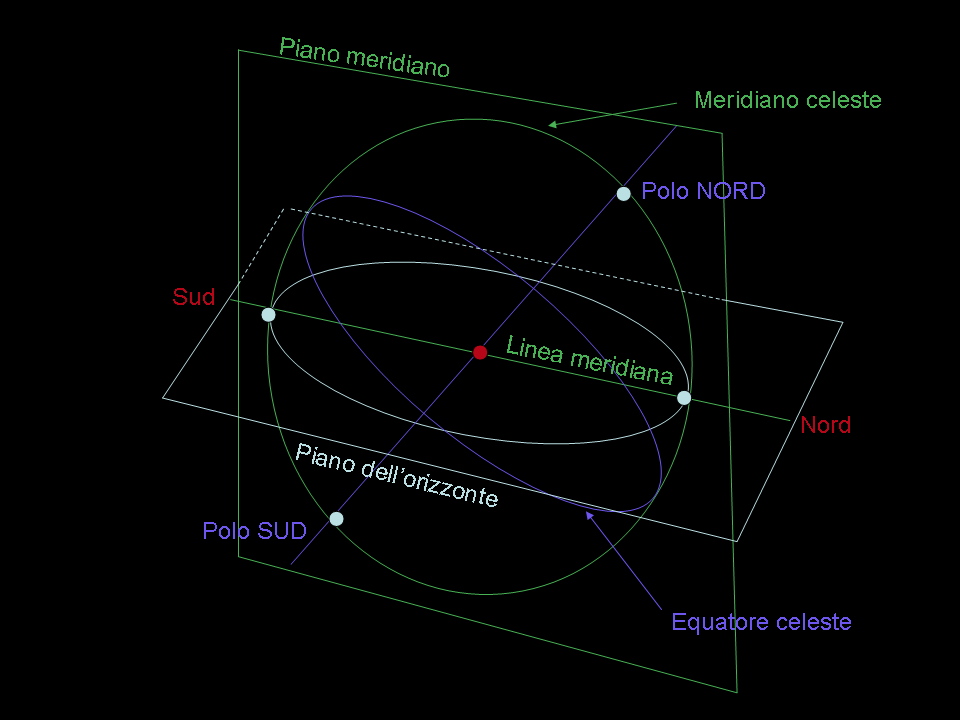
Meridiano celeste dell'osservatore o locale

 Il meridiano celeste o dell'osservatore è il cerchio massimo sulla sfera celeste che passa per il polo Nord, il polo Sud celesti, lo Zenit e il Nadir dell'osservatore.
Il piano che passa per il meridiano celeste taglia quello dell'orizzonte in due parti Nord e Sud ed è chiamato meridiano  dell'osservatore o locale.